# Magnetisk dipolantenne
En magnetisk dipolantenne, magnetantenne, magloop antenne (inkl. små loop-antenner og små rammeantenner), er en radioantenne der opfører sig som en magnetisk dipol. En magnetisk dipolantenne kobler til radiobølgens magnetiske felt i antennens nærfelt, i modsætning til (elektriske) monopolantenner og elektriske dipolantenner, der kobler til radiobølgens elektriske felt i nærfeltet.
Denne kategori omfatter magnetiske dipolantenner fra under 1% til 30% af én bølgelængde i omkreds. Disse magnetiske dipolantenner er følsomme for radiobølger langs randen af den magnetiske dipolantenner eller spolen. Disse magnetiske dipolantenner anvender typisk en kondensator til at gøre dem resonante på den ønskede frekvens.
Magnetiske dipolantenner med høj godhed (Q), med en omkreds på 5% til 30% af én bølgelængde i omkreds, kan blive anvendt til både radioudsendelse og radiomodtagelse. Her menes virkelig høj godhed på ca. 300 ved 30% - og progressivt højere godhed - fx flere tusinde - for lavere mindre omkreds i forhold til bølgelængden.
Magnetiske dipolantenner, som har en omkreds på mindre end 1% af én bølgelængde er meget ineffektive, og derfor anvendes de kun til radiomodtagelse.
Den lineare polarisation bestemmes af den magnetiske dipolantennes ringfladeorientering i forhold jordoverfladen (signalfødningspunktet er underordnet). Er ringfladen lodret er den lodret polariseret. Er ringfladen vandret er den vandret polariseret (og rundstrålende mht. horisonten).
De mindre udgaver af magnetiske dipolantenner anvendes også til radiopejling, til lokalisering af en radiosender, da de er mobile og dermed håndterbare.

## Skærmet magnetisk dipolantenne
En magnetisk dipolantenne kan også laves med skærm, hvilket har følgende virkning; den magnetisk dipolantenne bliver endnu mindre følsom overfor elektriske felter inkl. nærfeltsstøj. Et eksempel på en bredbåndet skærmet magnetisk dipolantenne kun beregnet til modtagelse, er i kilden.

## Ferritantenne
En lille magnetisk dipolantenne med en ferritstav kaldes en ferritantenne. Ferritantennen anvendes i de fleste langbølge, mellembølge eller nedre kortbølge radiomodtagere.
Nogle af de mindste ferritantenner findes i radiostyrede armbåndsradioure.